# Bácsszentgyörgy
Bácsszentgyörgy (kroatiska: Đurić) är en ort (by) i provinsen Bács-Kiskun i södra Ungern. Orten har 125 invånare (2024), på en yta av 14,74 km². Den ligger vid gränsen till Serbien, cirka 23,5 kilometer söder om Baja.